# Cambridge Five

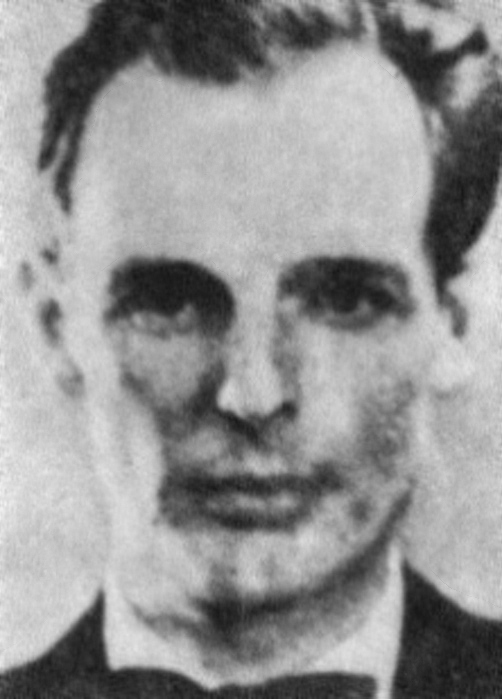
Donald Maclean

Cambridge Five foi um grupo formado por membros do topo da hierarquia dos serviços secretos do Reino Unido, que espionava para a União Soviética durante a Segunda Guerra Mundial e início dos anos 1950. O grupo era formado por Anthony Blunt (nome de código: Johnson), Kim Philby (nome de código: Stanley), Donald Maclean (nome de código: Homer), Guy Burgess (nome de código: Hicks) e John Cairncross (nome de código: Liszt).
O termo  Cambridge Five se refere à conversão de Philby, Burgess, Blunt e Maclean ao comunismo enquanto estudavam na Universidade de Cambridge, na década de 1930.
Parece que Blunt, o mais velho de todos (nascido em 1907) foi o primeiro a ser recrutado, após uma visita à  Rússia em 1933. Ele recrutaria outros jovens, entre eles possivelmente John Cairncross.
Os demais integrantes do quinteto, Burgess, Maclean e Philby, foram recrutados diretamente pela KGB. Os três, aliás, nunca atuaram como espiões vinculados diretamente a Blunt.

## Cambridge Five na ficção
- Tinker Tailor Soldier Spy, romance de John Le Carré (1974), vagamente baseado no caso dos Cambridge Five, especialmente em Kim Philby que Carré conheceu.
- A Perfect Spy, romance de John Le Carré (New York 1986). Eventos na vida do personagem Magnus Pym são parcialmente baseados na vida de Kim Philby.
- The Untouchable, romance de John Banville. O personagem Victor Maskell parece ser uma combinação de Anthony Blunt e do poeta Louis MacNeice.
- The Jigsaw Man, filme de 1983 estrelado por Laurence Olivier e Michael Caine. Caine faz o personagem chamado Philip Kimberley.
- Blunt: the Fourth Man, filme para a televisão, com Anthony Hopkins como Guy Burgess e Ian Richardson como Anthony Blunt.
- The Fourth Protocol, romance de Frederick Forsyth, que tem um ficcional Kim Philby como personagem central, que conspira para contrabandear uma arma nuclear portátil para o Reino Unido.
- A Different Loyalty, filme de 2004 dirigido por Marek Kanievska. É inspirado no caso Kim Philby e seu subsequente casamento com Eleanor Brewer, assim como os eventos que levaram a sua deserção para a URSS.
- The Crown, série da Netflix. No 1º episódio da 3ª temporada é abordado o caso de Anthony Blunt, que era curador de quadros real e ao mesmo tempo espião da URSS.